# Star Fox Zero
Star Fox Zero (スターフォックス ゼロ, Sutā Fokkusu Zero) est un jeu vidéo de rail shooter en trois dimensions développé par Nintendo EPD et PlatinumGames et édité par Nintendo, sorti avril 2016 sur Wii U. Il s'agit du sixième titre principal de la série Star Fox.

## Système de jeu
Comme les précédents épisodes de la série, Star Fox Zero est un rail shooter dans lequel le joueur incarne Fox McCloud, à bord de son vaisseau Arwing, accompagné de son équipe composée de Falco Lombardi, Peppy Hare et Slippy Toad. Le joueur utilise le Wii U GamePad pour contrôler le vaisseau à l'aide des boutons et / ou du gyroscope. Tandis que l'écran de télévision affiche une vue à la troisième personne du vaisseau, l'écran du GamePad affiche une vue à la première personne affichant le cockpit.
Les vaisseaux peuvent se transformer en véhicules terrestres ; ainsi, l'Arwing peut se transformer en Walker, véhicule qui devait apparaître dans Star Fox 2 tandis que le tank Landmaster peut se transformer pour voler durant un temps limité. Le jeu marque l'apparition du GyroWing, une sorte de drone pouvant libérer Direct-i, un robot téléguidé.
Un mode coopération à deux joueurs est présent, dans lequel un joueur pilote le vaisseau pendant que l'autre s'occupe de tirer sur les ennemis.
Les amiibo Fox et Falco sont utilisables dans le jeu.

## Développement
Star Fox Zero est développé conjointement par Nintendo EAD Group No. 5 et Platinum Games, avec une réalisation de Yugo Hayashi et Yusuke Hashimoto. Son développement débute à partir d'un prototype de jeu pour Wii.
Le jeu est annoncé lors de l'E3 2014. Il est ensuite présenté lors de l'E3 2015 sous le titre définitif de Star Fox Zero. Initialement prévue pour le 20 novembre 2015, la sortie du jeu est repoussée au 22 avril 2016. Le jeu est proposé en bundle limité avec le jeu de tower defense Star Fox Guard

## Voix françaises
Cette opus reprend le doublage français qui étais déjà présent dans Star Fox 64 3D :
- Martial Le Minoux : Fox McCloud
- Marie Zidi : Slippy Toad / Katt Monroe
- Patrick Delage : Falco Lombardi / Peppy Hare
- Michel Elias : le narrateur / Général Pepper / Wolf O'Donnell / Andross

## Accueil
- Electronic Gaming Monthly : 7/10[9]
- Famitsu : 35/40[10]
- Game Informer : 6,75/10[11]
- Gameblog : 6/10[12]
- Gamekult : 4/10[13]
- GameSpot : 7/10[14]
- GamesRadar+ : 2,5/5[15]
- IGN : 7,5/10[16]
- Jeuxvideo.com : 14/20[17]